# 久々野町
久々野町（くぐのちょう）は、岐阜県大野郡にあった町である。2005年2月1日に大野郡内の白川村を除いた6村および吉城郡の2町村とともに高山市に編入された。

## 地理
- 山：位山、六郎洞山、船山、大坊山、高屹山、黒手山、槍ヶ尾山、大沢山
- 河川：大坊本谷
- ダム：朝日ダム、秋神ダム

### 隣接している自治体
- 高山市
- 下呂市
- 大野郡 朝日村、宮村

## 歴史

### 沿革
- 1889年（明治22年）7月1日 - 町村制施行に伴い久々野村が発足。
- 1897年4月1日 河内村と久々野村が合併して久々野村となる。
- 1951年4月1日 町制施行にともない久々野町となる。
- 2005年2月1日 高山市に編入される。

## 行政
- 町長：東季彦（1993年4月13日 - 2005年2月1日）

## 姉妹都市・友好都市
- 頭城鎮（台湾）
  - 1996年 友好姉妹都市提携

## 教育

### 中学校
- 久々野町立久々野中学校

### 小学校
- 久々野町立久々野小学校

### 2005年以前に廃校となった小中学校
- 久々野町立大西中学校（1960年廃校）
- 久々野町立渚中学校（1960年廃校）
- 久々野町立久々野小学校有道分校（1963年廃校）
- 久々野町立渚小学校（1966年廃校）
- 久々野町立大西小学校（1972年廃校）

## 交通

### 鉄道
- JR東海
  - 高山本線：渚駅 - 久々野駅

### 道路
高速道路
- 町内に高速道路はなし。

一般国道
- 国道41号
- 国道361号

主要地方道
- 岐阜県道87号久々野朝日線

一般県道
- 岐阜県道455号段久々野線

長距離自然歩道
- 中部北陸自然歩道

## 名所・旧跡・観光スポット
- あららぎ湖
- ひだ舟山スノーリゾートアルコピア - 2023年3月12日廃止[1]
- モンデウス飛騨位山スノーパーク
- 道の駅飛騨街道なぎさ
- 堂之上遺跡（どうのそらいせき、国の史跡）
- 歴史民俗資料館
- 女男滝 (めおとだき)
- 八幡神社（小屋名）
- 八幡神社（久々野）
- 八幡神社（無数河）